# Náhlý úder
Náhlý úder (též Náhlá zkouška či Sudden Impact, v anglickém originále Sudden Impact) je americký akční filmový thriller z roku 1983, čtvrtý film ze série o Drsném Harrym, který režíroval, produkoval a v němž hrál hlavní roli Clint Eastwood (což z něj činí jediný film o Drsném Harrym, který režíroval sám Eastwood) a v němž si zahrála i Sondra Lockeová. Film vypráví příběh oběti hromadného znásilnění (Lockeová), která se deset let po útoku rozhodne pomstít svým násilníkům tím, že je jednoho po druhém zabije. Inspektor Callahan (Eastwood), známý svou nekonvenční a často brutální taktikou boje se zločinem, je pověřen vypátráním sériového vraha.
Film je známý hláškou „Go ahead, make my day.“, kterou napsal John Milius a kterou pronese postava Clinta Eastwooda se zbraní v ruce na začátku filmu, když se dívá na ozbrojeného lupiče, který drží rukojmí. Jedná se o poslední film Drsného Harryho, ve kterém se objevil Albert Popwell.

## Děj
V roce 1973 jsou umělkyně Jennifer Spencerová a její sestra Beth znásilněny skupinou mužů; útok uvrhne Beth do katatonického stavu. O deset let později Spencerová zabije v San Franciscu jednoho z násilníků, George Wilburna, a vrací se do svého (fiktivního) rodného města San Paulo, aby hledala zbývající zločince. Mezitím je inspektor Harry Callahan frustrován, když další soudce zruší případ kvůli jeho nevybíravým metodám. V oblíbené jídelně Callahan zmaří loupež, při které zabije tři zločince. Později způsobí místnímu zločineckému bossovi Threlkisovi smrtelný infarkt poté, co mu vyhrožuje stíháním.
Protože Callahanovy metody "dosahují výsledků", jeho nadřízení jej nemohou propustit, ale nařizují mu, aby šel na dovolenou. Čtyři Threlkisovi nájemní vrazi nakonec na Callahana zaútočí. Ten tři zneškodní, zatímco čtvrtý uteče. Později obviněný z předešlého případu a jeho přátelé hodí do Callahanova auta Molotovovy koktejly. V sebeobraně Callahan zabije své útočníky. Aby se Callahan dostal z dohledu, dokud nepoleví veřejné pobouření, je poslán do San Paula.
Po příjezdu Callahan pronásleduje lupiče. Tato bezohledná, ale úspěšná akce rozzlobí sanpaulskou policii. Při běhání se svým buldokem Meatheadem Callahan náhodou narazí na Spencerovou. Po návratu do svého pokoje v motelu je napaden přeživším Threlkisovým nájemným vrahem, kterého Callahan zabije. Mezitím Spencerová zabije Krugera, druhého násilníka. Callahan rozpozná modus operandi, ale šéf sanpaulské policie Lester Jannings s ním odmítá spolupracovat.
Callahan zjistí, že obě oběti jsou přátelé Janningsova syna Albyho. Ray Parkinsová, ženský člen party násilníků, pochopí, že jsou terčem, a varuje zbývající dva muže, Tyrona a Micka. V kavárně venku se Callahan znovu setká se Spencerovou. Při pití se dozví, že sdílí jeho důraz na výsledky před metodami při hledání spravedlnosti, ale dodává, že „dokud to neporuší zákon“. Callahan prozradí, že vyšetřuje Wilburnovu vraždu, což Spencerovou vyděsí. Později najde Tyrona mrtvého.
Aby byl Mick lépe chráněn, zůstává s Parkinsovou u ní doma. Při návštěvě k výslechu Mick na Callahana zaútočí. Poté, co Callahan Micka zneškodní a odvede ho na policejní stanici, Spencerová zastřelí Parkinsovou.
Callahan a Spencerová se znovu setkají a stráví spolu noc. Na cestě zpět do motelu Callahan zahlédne její auto, které dříve viděl u Parkinsové. Vrátí se tam a najde Parkinsové tělo. Dva Mickovi přátelé zaplatí kauci a propustí Micka z vazby. Mezitím Callahanův partner Horace dorazí do motelu, aby oslavil pokles veřejné napětí v San Franciscu. Místo toho se setká s Mickem a jeho kumpány, kteří na něj čekají v záloze. Mickova parta zabije Horace a vykleští Meatheada skládacím nožem. Poté Callahana zbijí a hodí z mola, domnívajíce se, že se utopí.
Spencerová dorazí k Janningsovým s úmyslem zabít Albyho, dalšího z násilníků. K jejímu překvapení je Alby, stejně jako její sestra, v katatonickém stavu; jeho svědomí ho přimělo k pokusu o sebevraždu, což mu způsobilo trvalé poškození mozku. Aby ochránil svou pověst a jediné dítě, Jannings odmítl uvěznit násilníky. Přesvědčí Spencerovou, aby Albyho ušetřila, a slíbí, že Mick bude potrestán. Mick a jeho kumpáni však dorazí a unesou Spencerovou a použijí její zbraň k zabití Janningse.
Rozzuřený tím, co se stalo Horacovi a Meatheadovi, se Callahan vydá s .44 Automagem po Mickově partě. Parta odvede Spencerovou na promenádu, aby ji znovu znásilnila, ale jsou překvapeni Callahanovým zdánlivým vzkříšením. Callahan pronásleduje Micka poté, co zabije jeho kumpány. Mick táhne Spencerovou na vrchol horské dráhy, kde se jí podaří uniknout. Callahan Micka zastřelí, ten spadne z vrcholu horské dráhy, prolomí skleněnou střechu kolotoče dole a je probodnut rohem jednorožce.
Před příjezdem místní policie Callahan zvažuje zatčení Spencerové. Ta jej však přesvědčí, že její činy proti násilníkům byly ospravedlněné. Policie najde u Micka Spencerové .38. Balistika, tvrdí Callahan, prokáže, že „jeho zbraň … byla použita ve všech vraždách“. Callahan a očištěná Spencerová opouštějí místo činu společně.